# Рэбсон, Энн
 Энн Рэбсон (англ. Ann Rabson; 12 апреля 1945, Нью-Йорк, США  — 30 января 2013, Хартвуд, Виргиния, США) — американская блюзовая пианистка, гитаристка и певица, автор песен. Создатель и участница группы Saffire – The Uppity Blues Women. В составе группы лауреат Blues Music Awards в номинации «Песня года» (1990), номинант Blues Music Awards в номинациях «Исполнитель традиционного блюза — женщина» (1991, 1996, 1995, 1997, 1999), «DVD» (2010), «Альбом акустического блюза» (2010). Сольно лауреат Blues Music Awards (совместно с Бобом Марголином) в номинации «Альбом акустического блюза» (2013), номинант в номинациях «Альбом акустического блюза» (1998), «Альбом традиционного блюза» (1998), «Блюзовый пианист» — «Премия Пайнтопа Перкинса» (2008), «Исполнительница традиционного блюза» (1996, 1998, 2000—2003, 2006, 2010). .

## Биография
Энн Рэбсон родилась в Нью-Йорке в 1945 году, но выросла в Огайо, в Йеллоу-Спрингс. Пианистка утверждала что первое знакомство с музыкой и первое впечатление на неё произвела запись Биг Билла Брунзи, услышанная ею в четырёхлетнем возрасте. Музыкального образования не имела, по её словам  «Я не знаю названий аккордов. Я их учу. То есть, я выучила некоторые из них. Я выучила некоторые из них, но есть много аккордов, которые я играю, о которых я понятия не имею, что они означают» . В 17 лет она получила в подарок от отца гитару, и нашла образец для подражание в виде Мемфис Минни. Вскоре она освоила инструмент, и с 1963 года выступала профессионально с разными группами, в том числе The Annimators , на Среднем Западе, а также в Чикаго. До начала 1970-х дважды была замужем, дважды развелась и родила дочь 
В 1971 году Энн Рэбсон вместе с дочерью переехала в Фредериксберг, Виргиния, где стала работать компьютерным аналитиком, время от времени выступая по вечерам. Кроме того, она давала уроки игры на гитаре. Одной из её учениц была Гея Адегбалола, а ещё одной ученицей была Эрлен Льюис, которая брала у Энн Рэбсон уроки работы с компьютером. В 1984 году они организовали группу Saffire – The Uppity Blues Women. К тому времени, когда группа была организована, Энн Рэбсон уже освоила пианино. «Хотя ее считают одной из лучших пианисток в стиле баррелхаус-блюз своего поколения, она начала играть на пианино только в 35 лет» . В дальнейшем Энн Рэбсон играла в основном на пианино, но иногда она выходила из-за него, чтобы сыграть сольную партию на гитаре .
В 1990-е годы Энн Рэбсон наряду с участием в группе стала выступать сольно и записываться в качестве гостя на пластинках других исполнителей. Её дебютный альбом, записанный с участием Джона Сефаса (акустическая гитара), Фила Уиггинса (губная гармошка), Мими Рэбсон (скрипка), Грега Пикколо (тенор-саксофон), Боба Марголина (электрогитара), Джеффа Сарли (бас), Биг Джо Махера (ударные), получил хорошие отзывы и был номинирован на Blues Music Awards в номинациях лучшего альбома традиционного блюза и лучшего альбома акустического блюза . 
В 2000-е годы Энн Рэбсон выпустила ещё три альбома. В 2009 году Saffire – The Uppity Blues Women прекратила существование и Энн Рэбсон продолжила сольную карьеру.
Певица и пианистка умерла в 2016 году после борьбы с раком. 
Согласно журналу DownBeat: «Рэбсон играет на блюзовом пианино в стиле хонки-тонк с ошеломляющей убедительностью» .
Chicago Reader: «Восхитительное владение фортепиано и мелодичность с классическим сочетанием непринуждённости и элегантности... Ее голос обволакивает с уютом вязаного шарфа» .

## Дискография

### Сольные работы
- Music Makin' Mama (1997)
- Struttin' My Stuff (2000)
- In A Family Way (2005)
- Not Alone (2012) с Бобом Марголином

### С Saffire – The Uppity Blues Women
- Middle Age Blues (кассета, 1987)
- Uppity Blues Women (1990)
- Hot Flash (1991)
- Broad Casting (1992)
- Old, New, Borrowed & Blue (1994)
- Cleaning House (1996)
- Live & Uppity (1998)
- Ain't Gonna Hush (2001)
- Deluxe Edition (сборник, 2006)
- Havin' The Last Word (2009)